# Talmud
Talmud (hebrejsko: תַּלְמוּד talmūd, iz korena LMD učiti, študirati, v prevodu navodilo, učenje)  je osrednje besedilo rabinskega judovstva in primarni vir judovskega verskega prava in teologije. V preteklosti je bil v skoraj vseh judovskih skupnostih osrednji del židovskega kulturnega življenja in temelj »vseh judovskih misli in želja« in služil kot »vodilo za vsakdanje življenje« Judov.
Talmud se tradicionalno lahko imenuje tudi Šas (ש״ס), ki je hebrejska okrajšava izraza šiša sedarim – sedem navodil Mišne.
Izraz Talmud se običajno nanaša na zbirko spisov, imenovanih Babilonski talmud (Talmud Bavli), čeprav obstaja tudi starejša zbirka, znana kot Jeruzalemski talmud (Talmud Jerušalmi).  Pri sklicevanju na post biblijska obdobja, v katerih se je zbiral Talmud, so judovski viri uporabljali izraz Babilonija še dolgo potem, ko je geopolitično zastaral.
Talmud ima dve komponenti: Mišno (hebrejsko משנה, okoli 200 n. št.), pisno zbirko rabinske ustne Tore, in Gemaro (hebrejsko גמרא‬, okoli 500 n. št.), razlago Mišne in z njo povezanih tanaitskih spisov, ki pogosto posega tudi v druge predmete in širše razlage hebrejske Biblije. Izraz Talmud, ki se dobesedno prevaja kot »pouk«, se lahko nanaša samo na Gemaro ali na Mišno in Gemaro skupaj. 
Celoten Talmud vsebuje 63 razprav in v standardni tiskani obliki obsega več kot 6.200 strani. Pisan je v tanaitski hebrejščini in judovski babilonski aramejščini in vsebuje učenja in mnenja več tisoč rabinov iz obdobja pred našim štetjem do 5. stoletja n. št. in različne druge predmete, vključno s halaho (pravo), judovsko etiko, filozofijo, običaji, zgodovino, izročilom in drugim. Talmud je osnova za vse zakonike judovskega prava in se na široko citira v rabinski književnosti.

## Zgodovina
Poučevanje Judov je bilo sprva ustno. Rabini so razlagali in razpravljali o Tori, zapisani v hebrejski Bibliji, in Tanaku brez pisnih pripomočkov, razen Tore same. Nekateri so morda zapisovali svoje pripombe  (megillot setarim), na primer na sodne odločbe. Razmere so se kasneje drastično spremenile predvsem po uničenju judovske skupnosti in Drugega templja leta 70 in posledičnega preobrata judovskih družbenih in pravnih norm. Rabini so se morali soočiti z novo stvarnostjo, predvsem z judovstvom brez Templja, ki je bil središče poučevanja in učenosti, in Judeje brez vsaj delne avtonomije. Nagle družbene spremembe so povzročile, da se starega sistema ustnega poučevanja ni dalo ohraniti. V tem obdobju so se rabinska predavanja in razprave začele zapisovati.
Najstarejša zapisana ustna Tora je imela morda midraško obliko, v kateri je bila halaška razprava strukturirana kot eksegetski komentar na Pentatevh (prvih pet knjig Tanaka). Druga oblika je bila strukturirana po predmetih in ne po vrsticah v Bibliji. Slednja je začela prevladovati okoli leta 200, ko je rabin Juda Hanasi uredil Mišno (משנה).
Ustna Tora sploh ni bila enotna, ampak je bila v različnih šolah različna. Najpomembnejši sta bili Šamajeva šola (1. stoletje n. št.) in Halilova šola (110 pr. n. št.-10 n. št.). Na splošno so v Talmudu zapisana vsa dobro utemeljena, tudi nenormativna mnenja. 
Najstarejši popoln rokopis Talmuda je Münchenski talmud (Cod. hebr. 95) iz leta 1342, ki je dostopen na spletu.

## Struktura
Struktura Talmuda sledi sistemu v Mišni, ki je razdeljena na šest glavnih delov (sedarim, edn. sedar) s 60 ali 63 razpravami (masektot, edn. maseket) z bolj konkretno vsebino. Nekatere razprave nimajo gemare (razlage). Vsaka razprava je razdeljena na poglavja (perakim, edn. perek). Talmud vsebuje 517 poglavij, ki so oštevilčena po hebrejskem alfabetu  in imajo svoje naslove. Naslovi so praviloma prvi dve besedi iz prve mišne. Perek je lahko dolg več strani, vendar praviloma največ deset. Vsak perek lahko vsebuje več mišnajot (trditev, izjava) s spremljajočimi spremembami, oblikovanih v bloke gemare. Odlomek gemare je sugja (סוגיא, mn. sugjot). Tipična sugja, vključno z baraito in tosefto, vsebuje podrobno, z dokazi podprto in strokovno obdelano halaško ali agadsko trditev. Sugja se lahko, in pogosto se, zelo razširi in odmakne od predmeta v mišni. Sugja ne vsebuje ločil, kot smo jih vajeni, ampak uporablja specifične izraze, ki jo pomagajo razdeliti na posamezne komponente. Ti izrazi so lahko na primer trditve, vprašanja, ki se nanašajo na trditve, odgovori na ta vprašanja ter dokazi ali zavračanje dokazov z lastnimi dokazi. 
V posamezni sugji, svetopisemski, tanaitski ali amorajski, so lahko citati, ki podpirajo različna mnenja. V takšnih primerih se gemara osredotoča predvsem na najzanimivejša nesoglasja med tanaisko in amorajsko razlago, se sklicuje na starejše avtoritete in njihove odgovore na takšna in podobna vprašanja in primerja poglede iz Mišne z odlomki iz Baraite, judovskega ustnega prava, vključenega v Mišno. Debate so redkokdaj uradno zaključene. V nekaterih primerih imajo zadnjo besedo praktični zakoni, v mnogo primerih pa ostajajo zadeve nerešene. Za sporne primere obstaja obsežna literatura, kako jih prenesti v praktično zakonodajo.

### Mišna
Mišna je zbirka pravnih mnenj in razprav. Izjave v Mišni so ponavadi kratke in jedrnate in vsebujejo kratka rabinova mnenja o predmetu razprave. Vsebujejo lahko tudi predmete, o katerih so mnenja očitno enotna. Rabini, razpravljalci v Mišni, se imenujejo tannaim – učitelji ali recitatorji.
Ker je Mišna urejena po predmetih in ne v biblijskem kontekstu, obravnava posamezne teme bolj podrobno kot Midraš in vključuje veliko širši izbor halaških predmetov kot Midraš. Temeljna organizacija Mišne je tako postala okvir Talmuda kot celote. Vsaka razprava v Mišni nima nujno tudi ustrezne gemare. Zaporedje razprav v Talmudu se v nekaterih primerih razlikuje od tistega v Mišni.

### Barajta
Vzporedno z Mišno ali kmalu zatem so nastala tudi druga tanaitska učenja. Gemara se pogosto sklicuje na te tanitske izjave, da bi jih primerjala s tistimi iz Mišne in podprla ali ovrgla predloge amorajev. Vsi takšni viri izven Mišne se imenujejo baraitot (edn. ברייתא, barajta, dobesedno  dela izven Mišne). 
Baraitot, citirani v Gemari, so pogosto navedki iz Tosefte (tanaitski učbenik halahe, vzporeden z Mišno)  in Midraš halahe. Nekaj baraitot je kljub temu znanih samo preko (ustnih) izročil, citiranih v Gemari, in niso del nobene druge zbirke.

### Gemara
V treh stoletjih, ki so sledila redakciji Mišne, so rabini v Izraelu in Babiloniji dabatirali, razpravljali in analizirali njeno vsebino. Te razprave tvorijo Gemaro. Gemara pomeni  »dokončanje« (iz hebrejskega גמר, gamar, dokončati) ali »učenje« (iz aramejskega: študij). Gemara se osredotoča predvsem na razlago in izdelavo mnenj učiteljev (tannaim). Rabini, razpravljalci v Gemari, se imenujejo amoraim (edn. אמורא, amora).
Velik del Gemare sestavljajo pravne analize. Izhodišče za analizo je ponavadi pravna izjava iz Mišne. Izjava se nato analizira in primerja z drugimi izjavami, ki se uporabljajo pri različnih pristopih k biblijski eksegezi v rabinskem judovstvu (ali, preprosto, interpretacija besedila v študiji Tore). Izmenjavajo se mnenja med dvema (pogosto anonimnima in včasih metaforičnima) razpravljalcema: spraševalcem (makšan) in tistim, ki mu odgovarja (tarcan). Druga pomembna funkcija Gemare je ugotoviti pravilno biblijsko podlago za določen zakon, predstavljen v Mišni, in logični proces, ki povezuje prvo z drugim. Ta dejavnost je bila znana kot talmud že dolgo pred obstojem Talmuda kot besedila.

### Halaha in hagada
Talmud je obsežen dokument, ki obravnava veliko različnih predmetov. Tradicionalne talmudske razprave so razvrščene v dve glavni kategoriji: halaške in hagadske. Halaške se nanašajo neposredno na vprašanja judovskega prava in sodne prakse (halaha). Hagadske razprave niso povezane s pravom, ampak so razlagalne, retorične, etične ali zgodovinske narave.

### Kratke razprave
Razen šestih glavnih delov vsebuje Talmud še niz kratkih razprav, ki so v tiskanih Talmudih običajno na koncu Seder Nekizim. Te razprave niso razdeljene na mišno in gemaro.

## Babilonski in Jeruzalemski Talmud
Gemara se je razvijala v dveh glavnih središčih judovske učenosti: Galileji in Babiloniji. Temu primerno sta se razvili dve jedri učenjakov in dva Talmuda. Starejši je Jeruzalemski Talmud (Talmud Jerušalmi), ki je nastal v 4. stoletju v Galileji. Babilonski talmud (Talmud Bavli) je bil sestavljen okoli leta 500 in kasneje dopolnjen. Izraz Talmud brez dodatne kvalifikacije se običajno nanaša na Babilonski talmud. Talmuda sta nastala v različnih skupnostih, zato je večina znanstvenikov prepričana, da sta bila napisana neodvisno eden od drugega.

### Talmud Jerušalmi
Jeruzalemski talmud, znan tudi kot Palestinski talmud, ali  Talmuda de-Eretz Yisrael (Talmud dežele Izrael), je bil prva zbirka judovskih verskih učenj in komentarjev, ki so jih pred tem več stoletij ustno prenašali judovski učenjaki v Izraelu. Jeruzalemski talmud je zbirka učenj šol v Tiberiji, Seforisu in Cezareji. Pisan je večinoma v judovski palestinski aramejščini, zahodnem aramejskem jeziku, ki se je razlikoval od babilonske aramejščine. 
Ta Talmud je povzetek analize mišen, ki so jih v skoraj 200 letih razvile akademije v Galileji, predvsem v Tiberiji in Cezareji. Modreci so zaradi okolja, v katerem so se ukvarjali predvsem s kmetijstvom, precejšnjo pozornost posvetili predvsem analizi kmetijskih zakonov v Izraelu. Izročilo pravi, da sta ga okoli leta 350 uredila Rav Muna in Rav Josi. Z zgodovinskega stališča je uveljavljeni naslov Jeruzalemski talmud napačen, ker ni nastal v Jeruzalemu. Bolj pravilen naslov je Talmud iz dežele Izrael. Judje v Babiloniji so ga imenovali Talmud div’nē maaravā – Talmud sinov Zahoda.
Njegova zadnja urejanja, po katerih je dobil sedanjo obliko, so s konca 4. stoletja, vendar se tega ne da povsem potrditi. V tem času je uradna religija Rimskega cesarstva postalo krščanstvo, Jeruzalem pa krščansko sveto mesto. Konstantin Veliki, prvi krščanski cesar, je na Veliko noč okoli leta 330 dejal: »… zato ne imejmo nič skupnega z odvratno judovsko množico.« Ta politika je iz Judov naredila izobčence in berače. Uredniki Jeruzalemskega talmuda zato niso imeli dovolj časa za tako kakovostno ureditev gradiva, kot bi želeli. Besedilo je dokazano nepopolno in težko sledljivo. 
Očitno prenehanje dela na Jeruzalemskem talmudu v 5. stoletju je povezano z odločitvijo cesarja Teodozija II. leta 425, da bo za zatrl Jeruzalemski patriarhat in ukinil smiho (סמיכה  smiha, dobesedno  polaganje [rok]), imenovanje rabina ali kantorja v post talmudskem rabinskem judovstvu. Nekateri sodobni znanstveniki imajo to povezavo za vprašljivo. Za podrobnosti glej Jeruzalemski talmud: Kraj in datum nastanka. 
Jeruzalemski talmud kljub nepopolnosti ostaja nepogrešljiv vir za preučevanje razvoja judovskega prava v Izraelu. Bil je tudi pomemben vir za študij Babilonskega talmuda v šoli Hanaela Ben Hušiela in Nisima Ben Jakoba v Kairouanu. Njuni izsledki in mnenja so pustili sled tudi v  Majmonidovih delih  Tosafot (komentarji Talmuda) in Mišna Tora. 
Po ustanovotvi sodobne države Izrael se je pojavilo nekaj teženj po obnovitvi izročil Eretz Jisraela. Rabin David Bar-Hajim z inštituta Makhon Shilo, na primer, je izdal siddur (molitvenik), ki odraža prakso Eretz Jisraela, kakršno najdemo v Jeruzalemslem talmudu in drugih virih.

### Talmud Bavli
Babilonski talmud je zbirka dokumentov, zbranih v poznem starem veku od 3. do 5. stoletja n. št. V tistem času so bila najpomembnejša judovska središča v Babiloniji Nehardea, Nisibis (sodobni Nusaybin), Mahoza (sodobni al-Mada'in malo južno od Bagdada), Pumbedita (v sodobnem iraškem guvernatu Al Anbar) in Akademija Sura, verjetno približno 60 km južno od Bagdada.
Babilonski talmud je sestavljen iz Mišne in babilonske Gemare in predstavlja višek več kot tristo let analiz Mišne v talmudskih akademijah v Babiloniji. Temelje procesa analiziranja je postavil Aba Arika (175–247), učenec Jude Kneza. Izročilo pripisuje Babilonski talmud v sedanji obliki babilonskima modrecema Rav Ašiju in Ravini II. Rav Aši je bil od leta 375 do 427 predsednik Surske akademije. Delo, ki ga je začel Rav Aši, je dokončal Ravina, katerega se tradicionalno šteje za zadnjega amorejskega razlagalca. Tradicionalisti v skladu s tem trdijo, da je Ravinova smrt leta 475 zadnji možni datum dokončne redakcije Talmuda. Nekaj tradicionalistov kljub temu priznava, da so po amorejskem obdobju nekaj odlomkov napisali tako imenovani savoraim ali rabbanan savora'e (razumniki ali presojevalci).
Mnenja o tem, kdaj je bila napisana Gemara v sedanji obliki, so med sodobnimi znanstveniki še vedno deljena. Nekateri, na primer Louis Jacobs, trdijo, da glavno telo Gemare ni preprosta reportaža o pogovorih, kakršna naj bi bila, ampak izjemno dodelana struktura, ki jo je uredila skupina vodilnih učenjakov (savoraim) v letih 500-650. Za resnične avtorje Gemare bi zato morali šteti prav savoraim. S tega stališča je besedilo dobilo dokončno obliko šele okoli leta 700. Nekateri sodobni znanstveniki uporabljajo za avtorje izjav v Gemari, katerih imena niso znana, naziv stammaim (iz hebrejskega stam – zaprt, nejasen).

## Primerjava sloga in vsebine
Med Jeruzalemskim in Babilonskim talmudom so velike razlike. Jeruzalemski je pisan v zahodnoaramejskem narečju, ki se razlikuje od aramejščine v Babilonskem talmudu. Jeruzalemski je razdrobljen in pogosto težko berljiv tudi za izkušene talmudiste. Babilonski je bolj skrbno urejen in bolj natančen, zakoni pa so v obeh različicah v bistvu podobni. Razlikujejo se samo v nekaterih poudarkih in nekaj podrobnostih. Jeruzalemski talmud ni pritegnil toliko pozornosti komentatorjev kot Babilonski. Obstoječi tradicionalni komentarji se ukvarjajo predvsem s primerjanjem naukov v Jeruzalemskem talmudu s tistimi v Babilonskem.
Niti Jeruzalemski niti Babilonski talmud ne pokrivata celotne Mišne. Babilonska Gemara pokriva samo 37 od 63 razprav v Mišni. 
Jeruzalemski talmud pokriva vse razprave Zeraima, medtem ko Babilonski pokriva samo Berahot. Vzrok za razliko je morda ta, da se večina zakonov v Zeraimu nanaša na kmetijske zakone Izraela, ki niso imeli v Babiloniji nobenega praktičnega pomena in zato niso bili predmet razprav. Jeruzalemski talmud se osredotoča predvsem na Deželo Izrael in zakone v Tori, povezane z zemljo. Ne vsebuje petega dela Mišne (Kodošim, Svetinje), ki se ukvarja z obredi žrtvovanja in zakoni, ki se nanašajo na Tempelj, medtem ko ga Babilonski talmud pokriva. Zakaj je temu tako, ni jasno, ker po uničenju Templja leta 70 omenjeni zakoni niso neposredno veljali v nobeni od obeh dežel.
V obeh Talmudih je obdelana samo ena od razprav v Taharotu (zakoni o obredni čistosti) – Nida, ki obravnava menstrualne zakone.
V Babilonskem talmudu so dokumentirana mnenja rabinov Ma'arave (zahoda, se pravi Izraela in Palestine) in Babilonije, medtem ko so v Jeruzalemskem talmudu mnenja babilonskih rabinov citirana samo na nekaj mestih. Babilonski talmud vsebuje tudi mnenja več generacij mislecev, ker je bil zaključen kasneje. Kot tak je po mnenju znanstvenikov bolj vsestranski kot Jeruzalemski talmud, po drugi strani pa bi bila zaradi več stoletne razlike med obema redakcijama zgodnja amorajska mnenja bližja njihovi prvotni obliki v Jeruzalemskem talmudu.
Vpliv Babilonskega talmuda na judovske skupnosti je bil mnogo večji od vpliva Jeruzalemskega. Glavni vzrok za razliko je ta, da sta vpliv in ugled judovske skupnosti v Izraelu stalno padala v primerjavi z babilonsko. Vpliv slednje se je obdržal tudi po objavi Talmuda vse do geonskega obdobja (589-1038) v Abasidskem kalifatu. Razen tega je bil Babilonski talmud superioren od Jeruzalemskega, bolj dostopen in bolj uporaben. Po Maimonidu, ki je bil rojen več kot stoletje po koncu geonskega obdobja, so v geonskem obdobju vse judovske skupnosti uradno sprejele Babilonski talmud. Temu na vseh spornih področjih sledi tudi sodobna judovska praksa.

## Jezik
V Gemari so citati iz Mišne in Baraite ter verzi iz Tanake zapisani v narekovajih in pisani ali v mišenski ali svetopisemski hebrejščini. Za preostali del Gemare, vključno z baraitot in amorajskimi razpravami, je značilno narečje judovske babilonske aramejščine. Citati iz starejših del, na primer Megilat taanit, so napisani tudi v drugih aramejskih narečjih. V hebrejščini je napisanega malo manj kot polovica Talmuda.
Razlike v jeziku so posledica dolgih časovnih razlik med zapisi besedil. V obdobju, v katerem je nastajal Tanaim, se je v Judeji ob grščini in aramejščini še vedno govorila pozna oblika hebrejščine, znana kot rabinska ali mišenska hebrejščina. V amorajskem obdobju, ki se je začelo okoli leta 200, se je govorila skoraj izključno aramejščina. Hebrejščina se je še naprej uporabljala za pisanje verskih besedil, poezije in drugo.

## Pomembne tiskane izdaje

### Bombergov Talmud (1523)
Prvo popolno izdajo Babilonskega talmuda je s podporo papeža Leona X. natisnil Daniel Bomberg v Benetkah leta 1520-1523. Bombergova izdaja je razen Mišne in Gemare vsebovala tudi komentarje Salomona Ben Izaka (Rašija) in Tosafot. Skoraj vse kasnejše izdaje Talmuda so urejene po zgledu Bombergovega. Njegova izdaja se šteje za relativno necenzurirano.

### Benvenistov Talmud (1645)
Po izdaji skoraj celotnega Talmuda Ambrosiusa Frobeniusa v Baslu je Immanuel Benveniste leta 1644-1648 v Amsterdamu izdal celoten Talmud. Njegova izdaja je po mnenju Raphaela Rabbinovicza morda temeljila na Lublinskem Talmudu, ki je vseboval veliko cenzorskih napak.

### Slavutski (1795) in Vilnski Talmud (1835)
Talmud, ki sta ga leta  1795 izdali brata Szapira v Slavuti, Ukrajina, takrat Poljska, so še posebej cenili zlasti številni rebeji (učitelji, mentorji) hašidskega judovstva. Menahem Romm iz Vilne je po ostrem sporu z družino Szapira leta 1835 natisnil novo izdajo Talmuda. Njegova izdaja in izdaja, ki sta jo kasneje natisnila njegova vdova in sin, je znana kot vilnska izdaja Šasa. Slednja je bila osnova za vse kasnejše izdaje Babilonskega talmuda. Vilnska izdaja Talmuda je imela 5894 strani.

### Goldschmidtov Talmud (1897–1909) in nemški prevod
Lazarus Goldschmidt je v letih 1897-1909 v Leipzigu izdal »necenzurirano besedilo« Babilonskega Talmuda v devetih delih z nemškim prevodom. Delo je dokončal v letih 1933 do 1936 po emigraciji v Anglijo.

## Vloga Talmuda v judovstvu
Talmud je pisno dokumentirano ustno izročilo. Postal je osnova za številne rabinske zakonike in običaje, predvsem za zakonika Mišne Tora (Mojzes Majmonid, 1170-1180) in Šulhan Aruh (Josef Karo, 1563). Ortodoksno judovstvo in do neke mere tudi konzervativno judovstvo sprejemajo Talmud kot veljaven dokument, samaritansko, karaitsko, rekonstrukcionistično in reformistično judovstvo pa ne.

### Saduceji
Judovska sekta saducejev (hebrejsko צְדוּקִים) je cvetela v obdobju Drugega templja (približno 150 pr. n. št. do 70 n. št.). Glavna razlika med njimi in farizeji  (2. stoletje pr. n. št. do konca 1. stoletja n. št.) je bilo njihovo zavračanje ustne Tore in zanikanje vstajenja po smrti.

### Karaiti
Ustno Toro je zavračalo tudi karaitsko judovstvo. Karaizem je nastal dve stoletji po zaključku Talmuda kot reakcija proti talmudskemu judovstvu v Babiloniji. Osrednji koncept karaizma je zavračanje ustne Tore, ki je utelešena v Talmudu, in strogo spoštovanje samo pisne Tore. Njihov koncept je v nasprotju s temeljnim rabinskim konceptom, da je bila ustna Tora skupaj s pisno Toro dana Mojzesu na gori Sinaj. Nekateri kasnejši karaiti so imeli bolj zmerno stališče, ki je pri tolmačenju Tore dopuščalo nekatere elemente izročila, tako imenovane sevel ha-jerušah (breme dedovanja). Ti elementi niso mogli nikoli nadomestiti pisne Tore.

### Reformistično judovstvo
Vzpon reformističnega judovstva v 19. stoletju je odprlo številna vprašanja o avtoriteti Talmuda. Reformistični Judje so na Talmud gledali kot na proizvod poznega starega veka, ki ima samo zgodovinsko vrednost. Deklaracija o načelih, ki so jo avgusta 1843 v Frankfurtu objavili Prijatelji reform, med drugim pravi:
Zbirka polemik, razprav in receptov, ki se pogosto imenuje Talmud, za nas nima avtoritete, niti z dogmatskega niti praktičnega stališča.
Nekateri reformisti so bili kritični tudi do Tore same, medtem ko so drugi zavzeli novokaraitski pristop »nazaj k Bibliji«, čeprav so pogosto bolj poudarjali preroke kot pravniške knjige.

### Humanistično judovstvo
V humanističnem judovstvu se Talmud preučuje kot zgodovinsko besedilo. Njegov glavni cilj je odkriti, kakšen vpliv ima v sedanjem vsakdanjem življenju.

### Sedanje stanje
Ortodoksno judovstvo še vedno poudarja pomembnost študija Talmuda kot osrednje komponente kurikuluma ješive, zlasti za tiste, ki nameravajo postati rabini. To velja kljub temu, da se halaha na splošno študira iz srednjeveških in sodobnih virov in ne neposredno iz Talmuda. Študij Talmuda med laiki je najbolj razširjen prav v ortodoksnem judovstvu. Dnevni in tedenski Talmud se študirata predvsem v haredi judovstvu. Talmud je osrednji del kurikuluma tudi v ješivah in dnevnih šolah. Študij Talmuda med laiki je populariziral Daf Jomi, vsakodnevni tečaj Talmuda, ki ga je začel rabi Meir Šapiro leta 1923. 13. krog študija se je začel avgusta 2012. Rohr Jewish Learning Institute je populariziral  »MyShiur – raziskave Talmuda«, da bi pokazal, kako pomemben je za širok krog ljudi.
Na podoben način poudarja študij Talmuda v verskem in rabinskem izobraževanju tudi konzervativno judovstvo. Njihov pristop je nekoliko drugačen, ker ga preučujejo kot zgodovinski vir za halaho. Takšen pristop je omogočil večjo fleksibilnost kot ordodoksni. 
Reformistično judovstvo v svojih šolah ne poudarja študija Talmuda do takšne mere kot ortodoksno in konzervativno judovstvo, kljub temu pa ga poučuje na svojih rabinskih seminarjih. 
Liberalno judovstvo zavrača idejo o obveznem študiju Talmuda in a uporablja samo kot vir navdiha in moralnih navodil. Posedovanje in branje Talmuda med reformističnimi in rekonstrukcionističnimi Judi ni zelo razširjeno. Oboji bolj poudarjajo študij Hebrejske Biblije ali Tanake.

## Talmud v umetnosti

### Slike Carla Schleicherja
Niz slik rabinov in talmudistov med preučevanjen in razpravah o Talmudu je naslikal avstrijski slikar Carl Schleicher (1825-1903). Ustarjal je na Dunaju, zlasti v letih 1859 do 1871.
- Judovski prizor II
- Prerekanje o Talmudu.[33]
- Rabini
- Judovski prizor I

### Judovska umetnost
- Judje preučujejo Talmud, Paríz, okoli  1880-1905
- Samuel Hirszenberg:  Talmudska šola, okoli  1895-1908.
- Ephraim Moses Lilien: Študentje, gravura, 1915
- Maurycy Trębacz: Razprava, okoli 1920-1940
- Benno Elkan (1956):  Salomonova hagada, bronast relief iz Knesset Menorah
- Hilelovo poučevanje, bronast relief iz Knesset Menorah
- Jochanan ben Sakkai: Judovski misticizemi, bronast relief iz Knesset Menorah

## Druga okolja
Študij Talmuda ni omejen samo na judovske vernike, ampak je zanimiv tudi za druge kulture. 
Krščanski učenjaki so se dolgo zanimali za Talmud, ker jim je pomagal razsvetliti lastne spise. Talmud vsebuje svetopisemska tolmačenja in komentarje Tanake, ki pogosto pojasnijo eliptične in ezoterčne odlomke. Vsebuje tudi morebitne sklice na Jezusa Kristusa in njegove učence, medtem ko krščanski kanon povzema talmudske vzorce in vsebuje učenja, ki so lahko vzporedna s tistimi v Talmudu in Midrašu. Talmud daje tudi vpogled v kulturno in zgodovinsko okolje, v katerim so nastali evangeliji in apostolski spisi.
Južni Korejci poskušajo posnemati judovske visoke akademske standarde s preučevanjem judovske književnosti. Skoraj vsako gospodinjstvo ima preveden izvod knjige z naslovom Talmud, ki jo starši vsak dan berejo svojim otrokom in je del osnovnošolskega učnega programa. Korejski Talmud vsebuje običajno enega od več delov Talmuda, ki je bil v korejščino preveden iz japonščine. Izvirnik je napisal japonski pisatelj Hideaki Kase s pomočjo ameriškega ortodoksnega rabina Marvina Tokayerja, ki je v 60. in 70. letih 20. stoletija služboval na Japonskem. Prvo knjigo z naslovom 5000 let judovske modrosti: Skrivnosti talmudskih spisov sta napisala leta 1968 in izdala leta 1971. Knjiga vsebuje zgodbe iz Talmuda, pregovore, etiko, judovsko pravno gradivo, biografije talmudskih rabinov in osebno zgodbo Tokayerja in njegove družine. Tokayer in Kase sta objavila še več drugih knjig z judovsko vsebino. Vsa besedila so bila napisana v japonščini.
Korejski prevod 5000 let judovske modrosti je bil prvič objavljen leta 1974. Sledilo je več ponatisov v Južni Koreji in Kitajski. Nekateri so bili tiskani tudi na črno. Od leta 2007 do 2009 je bil objavljen korejski Talmud v šestih delih, ki je vseboval tudi gradivo iz več starejših Tokayerjevih knjig. Na osnovi Tokayerjevih del je bilo izdanih več priljubljenih Talmudov za odrasle in otroke, ki prav za prav niso pravi Talmud.

## Kritike Talmuda
Zgodovinar Michael Levi Rodkinson v svoji knjigi The History of the Talmud (Zgodovina Talmuda) piše, da je bil Talmud predmet številnih kritik in preganjanj. Številni napadi so prihajali iz antisemitskih, zlasti krščanskih virov, ter muslimanskih, judovskih, ateističnih in skepticističnih virov. Obtožbe Talmuda se nanašajo predvsem na njegovo domnevno:
- protikrščansko in protipogansko vsebino,[49][50][51][52]
- absurdno ali spolno nemoralno vsebino[53] in
- ponarejanje Biblije.[54][55][56]

Branilci Talmuda trdijo, da številne kritike, zlasti tiste iz antisemitskih virov, temeljijo na citatih, izvlečenih iz konteksta, in so zato napačno tolmačene. Napačne razlage so včasih premišljene, v drugih primerih pa so posledica nesposobnosti razumevanja subtilnih in včasih zmedenih pripovedi v Talmudu. Nekatere kritike premišljeno izpuščajo cele odlomke, da bi bile kritike bolj napadalne ali žaljive.

### Srednji vek
Bizantinski cesar Justinijan je tik pred tem, ko je babilonski savoraim dobil dokončno obliko, izdal odlok proti deuterozi – podvajanju hebrejske Biblije. Za deuterozo še vedno ni jasno, ali se je nanašala na Mišno ali na Targum, ker se je v književnosti svetih očetov beseda nanašala na obe deli.
Totalni napadi na Talmud so se začeli v 13. stoletju v Franciji, kjer so sicer cveteli talmudski študiiji. V 30. letih 13. stoletja je Nicholas Donin, judovski spreobrnjenec v krščanstvo, poslal papežu Gregorju IX.  35 obtožb proti Talmudu, v katerih je citiral bogoskrunske odlomke proti Jezusu, Mariji in krščanstvu. Citiral je na primer odlomek, v katerem je bil Jezus iz Nazareta poslan v pekel, kjer naj bi se večno kuhal v iztrebkih (coah rotahat). Navedel je tudi sodni nalog iz Talmuda, ki dovoljuje Judom, da ubijajo Nejude. Obtožbe so privedle do Pariškega disputa leta 1240 na dvoru kralja Ludvika IX.  Talmud so pred obtožbami Nikolaja Donina branili štirje rabini, med njimi Jahiel iz Pariza in Mojzes Ben Jakob iz Coucyja. Prevodi Talmuda iz hebrejščine v nejudovske jezike so mu odvzeli judovski diskurz, pogosto do te mere, da so ga imeli Judje za nedoumljivo kršitev. Pariški disput je privedel do obsodbe in prvega sežiganja kopij Talmuda leta 1242 v Parizu. Sežiganje Talmuda se je nadaljevalo.
Podobno vsebino je imel Barcelonski disput leta 1263 med rabinom Mojzesom Ben Nahmanom in krščanskim spreobrnjencem Pablom Christianijem. Christianijev napad na Talmud je imel za posledico papeško bulo proti Talmudu in prvo cenzuriranje, ki so ga v Barceloni opravili dominikanci leta 1264. Cenzorji so iz Talmuda izbrisali vse odlomke, ki so bili s krščanskega stališča nesprejemljivi.
V Disputaciji v Tortosi leta 1413 je Geronimo de Santa Fé navedel številne obtožbe, med njimi tudi to, da se obtožbe proti poganom, barbarom in odpadnikom v Talmudu v resnici nanašajo na kristjane. Judovske skupnosti in njihovi učenjaki so trditve zavrnili s trditvijo, da se v judovstvu jasno ločujejo barbari in pogani, ki verujejo v več bogov, od tistih, ki verujejo v enega samega, čeprav drugega pravega boga, kakršni so kristjani. Judje so imeli kristjane za zavedene, vendar ne za barbare in pogane.
Tako Pablo Christiani kot Geronimo de Santa Fé sta razen kritiziranja imela Talmud tudi za vir avtentičnih izročil, v katerem gre nekaj argumentov tudi v prid krščanstvu. Med takšni izročili spadata na primer trditvi, da se je mesija rodil približno v času uničenja Templja in da je sedel desno od boga.
Leta 1415 je antipapež Benedikt XIII., sklicatelj Tortoške disputacije, izdal papeško bulo, ki je Judom prepovedovala čitanje Talmuda in ukazal, da se vse njegove kopije uničijo. Še pomembnejše so bile obtožbe spreobrnjenca in dominikanskega agenta Johannesa Pfefferkorna na začetku 16. stoletja. Rezultat njegovih obtožb je bil spor, v katerem sta vlogo sodnika igrala cesar in papež, zagovornik Judov pa je bil Johann Reuchlin, ki je obtožbe zavračal. Polemika, ki je potekala večinoma z izmenjavanjem pamfletov, je po mnenju nekaterih zgodovinarjev postala prvi zametek reformacije.
Nepričakovan rezultat sporov je bila prva popolna tiskana izdaja Talmuda. Leta 1520 jo je pod zaščito papeževih privilegijev v Benetkah izdal Daniel Bomberg. Tri leta kasneje je Bobmerg natisnil tudi prvo izdajo Jeruzalemskega Talmuda. Trideset ket kasneje je Vatikan, ki je tiskanje odobril, sprožil kampanjo za njegovo uničenje. Na judovsko Novo leto (Roš hašana) 9. septembra 1553 je inkvizicija zaplenila vse kopije Talmuda, do katerih se je dokopala, in jih na  auto de fé na trgu Campo de' Fiori v Rimu zažgala. Talmud so sežigali tudi v drugih italijanskih mestih. Sežiganje v Cremoni leta 1559 je organiziral Joshua dei Cantori. Cenzuriranje Talmuda in drugih judovskih verskih knjig je uvedla papeška bula iz leta 1554. Pet let kasneje je bil Talmud uvrščen na Indeks prepovedanih knjig (Index Expurgatorius). Papež Pij IV. je leta 1565 ukazal, da se Talmudu odvzame celo njegovo ime. Naslov Talmud so takrat spremenili v Šas (začetne črke šiišah sidre Mišnah).
V Baslu se je v letih 1578-1581 natisnila prva izdaja prečiščenega Talmuda, na kateri je temeljila večina naslednjih izdaj. Iz Talmuda je bila izpuščena celotna razprava 'Abodah Zarah in vsi protikrščanski odlomki. Nekateri stavki so bili spremenjeni. Nov napad na Talmud je sprožil papež Gregor XIII. (1575-1585), papež Klemen VIII. pa je leta 1593 obnovil staro prepoved posedovanja in branja Talmuda. Naraščajoče zanimanje za preučevanje Talmuda na Poljskem je privedlo do izdaje celotnega Talmuda v Krakovu v letih 1602-1605. V njem je bilo restavrirano izvirno besedilo. Kot je do zdaj znano, sta bil v tej izdaji samo dve razpravi, ki sta bili pred tem objavljeni v Lublinu (1559–1576). Leta 1707 so v Brandenburgu zaplenili nekaj izvodov Talmuda, vendar so jih na ukaz prvega pruskega kralja Friderika vrnili lastnikom. Naslednji napad na Talmud se je zgodil leta 1757 na Poljskem na ozemlju sedanje Ukrajine, ko je škof Dembowski na pobudo frankistov, zbranih na javnem zborovanju v Kamianec-Podolskem, ukazal zaplembo in sežig vseh kopij Talmuda v njegovi škofiji.
Napadi krščanskih teologov na Talmud so se nadaljevali tudi po reformaciji. Vodilno protitalmudsko knjižno delo je bila Eisenmengerjeva knjiga Entdecktes Judenthum (Razkrinkano judovstvo) iz leta 1700.ref> Susan R. Boettcher: Entdecktes Judenthum, Levy, str. 210.</ref> V renesansi in kasneje so postali številni teologi, pravniki in orientalisti bolj naklonjeni Talmudu. Mednje so spadali tudi nemški humanist Johann Reuchlin, angleški pravnik John Selden, nizozemski teolog Petrus Cunaeus, angleški rabinski učenjak John Lightfoot in orientalista Johannes Buxtorf starejši in mlajši.

### 19. stoletje in kasneje
Vilnsko izdajo Talmuda je cenzurirala ruska vlada ali avtorji sami v okviru pričakovanj ruske vlade. Cenzura je bila vsekakor manj stroga kot prejšnje: v malem Talmudu je bila objavljena celotna razprava Avodah Zarah. Večina sodobnih izdaj Talmuda je ali kopija ali zelo tesno povezana z Vilnskim Talmudom, zato v njih še vedno manjka večina spornih delov. Čeprav cenzorsko odstranjeni deli Talmuda, Rašija, Tosafota in Maharše več generacij niso bili dostopni bralcem, so se ohranili na redkih tiskanih seznamih  errat, znanih kot Hesronos Hašas  (Opustitve Talmuda). Veliko cenzuriranih delov Talmuda se je restavriralo s pomočjo necenzuriranih rokopisov v Vatikanski knjižnici. Nekatere sodobne izdaje vsebujejo na koncu, na marginah ali na izvirni lokaciji del ali celotno cenzurirano gradivo.
Leta 1830 je v francoski Zbornici perov v debati o državnem priznanju judovske vere admiral Verhuell izjavil, da ne more odpustiti Judom, s katerimi se je srečeval na potovanjih po celem svetu, ker niso priznavali Jezusa Kristusa kot mesije ali so posedovali Talmud. Istega leta je Abbé Chiarini objavil obširno delo z naslovom Théorie du Judaïsme (Teorija judovstva), v kateri je najavil prevod Talmuda in zagovarjal splošno dostopno različico, ki bi služila za napade na judovstvo. Objavljena sta bila samo dva od šestih načrtovanih delov Talmuda. V podobnem duhu so antisemitski agitatorji 19. stoletja pogosto pozivali, naj se objavijo še zadnji štirje deli. Njihova zahteva je na Dunaju prišla celo do zakonodajnih teles. Talmud in talmudski Jud sta postala predmet antisemitskih napadov na primer v knjigi  Der Talmudjude – Talmudski Jud  Augusta Rohlinga iz leta 1871. Na drugi strani so Talmud branili številni krščanski študentje, zlasti Hermann Strack.
Med kasnejše napade na Talmud iz antisemitskih krogov spadata med drugim knjigi Razkrinkani Talmud: Tajna rabinska učenja, ki zadevajo kristjane  Justinasa Pranaitisa (1892) in Zarota proti krščanstvu Elizabeth Dilling (1964). Kritike Talmuda v številnih pamfletih in na spletnih straneh je moč prepoznati tudi po citatih iz ene ali obeh omenjenih knjig.

### Sodobne obtožbe
Kritiziranje Talmuda je še vedno zelo razšrjeno, večinoma preko medmrežja. Poročilo Lizbonske lige navaja, da antisemitski kritiki Talmuda pogosto uporabljajo napačne prevode ali selektivne citate, da bi izkrivili pomen besedila Talmuda. Nekatera besedile so tudi izmišljena. Poleg tega kritiki le redko navajajo popoln kontekst citatov in ne dajejo kontekstualnih informacij o kulturi, ki je pred skoraj 2000 leti ustvarila Talmud.
Primer izmišljenega navedka je: »Če bi bil Jud pozvan, naj pojasni kateri koli del rabinskih knjig, bi moral dati lažno razlago. Kršitelj tega ukaza bo usmrčen«. Navedek naj bi bil iz knjige z naslovom Libbre David (ali Livore David, Davidova knjiga). Omenjena knjiga ne obstaja niti v Talmudu niti kje drugje. Za naslov se domneva, da je popačen naslov knjige Dibre David, objavljene leta 1671. Omenjeni navedek je v zgodnji knjigi zanikanja holokavsta The Six Million Reconsidered, v kateri avtor  William Grimstad ponovno preverja, ali je bilo žrtev holokavsta resnično šest milijonov.
Gil Student, eden od avtorjev na medmrežju, trdi, da so številni napadi na Talmud reciklirana gradiva disputov iz 13. stoletja, zlasti Raymonda Martija in Nicholasa Donina, in da kritike temeljijo na navedkih, iztrganih iz konteksta. Navedki so včasih so tudi povsem izmišljeni.

### Sodobna znanstvena dela
- Hanoch Albeck: Mavo la-talmudim.
- Daniel Boyarin: Sephardi Speculation: A Study in Methods of Talmudic Interpretation (v hebrejščini), Machon Ben Zvi: Jerusalem, 1989.
- Yaakov Elman: Order, Sequence, and Selection: The Mishnah’s Anthological Choices v David Stern, urednik: The Anthology in Jewish Literature, Oxford: Oxford University Press, 2004, str. 53-80.
- Y.N. Epstein: Mevo-ot le-Sifrut haTalmudim.
- Uziel Fuchs: Talmudam shel Geonim: yaḥasam shel geone Bavel lenosaḥ ha-Talmud ha-Bavli (v hebrejščini), Jerusalem, 2017.
- David Weiss:  Halivni, Mekorot u-Mesorot, Jeruzalem: Jewish Theological Seminary, 1982 in kasneje.
- Louis Jacobs: How Much of the Babylonian Talmud is Pseudepigraphic? Journal of Jewish Studies 28, No. 1 (1977): 46–59.
- Saul Lieberman: Hellenism in Jewish Palestine, New York: Jewish Theological Seminary, 1950.
- Moses Mielziner: Introduction to the Talmud, ponatis 1997, ISBN 978-0-8197-0156-5 in ISBN 978-0-8197-0015-5.
- Jacob Neusner: Sources and Traditions: Types of Compositions in the Talmud of Babylonia, Atlanta: Scholars Press, 1992.
- Aviram Ravitzky: Aristotelian Logic and Talmudic Methodology (v hebrejščini), Jeruzalem 2009, ISBN 978-965-493-459-6.
- Andrew Schumann: Talmudic Logic, London: College Publications 2012, ISBN 978-1-84890-072-1.
- Herman L. Strack, Gunter Stemberger: Introduction to the Talmud and Midrash, Markus Bockmuehl: ponatis 1992, ISBN 978-0-567-09509-1 in ISBN 978-0-8006-2524-5.

Razprave
- Moshe Benovitz: Berakhot chapter 1: Iggud le-Farshanut ha-Talmud (hebrejščina z angleškim povzetkom)
- Stephen Wald:  Shabbat chapter 7: Iggud le-Farshanut ha-Talmud (hebrejščina z angleškim povzetkom)
- Aviad Stollman: Eruvin chapter 10: Iggud le-Farshanut ha-Talmud (hebrejščina z angleškim povzetkom)
- Aaron Amit: Pesachim chapter 4: Iggud le-Farshanut ha-Talmud (hebrejščina z angleškim povzetkom)
- Netanel Baadani: Sanhedrin chapter 5: Iggud le-Farshanut ha-Talmud (hebrejščina z angleškim povzetkom)
- Moshe Benovitz: Sukkah chapters 4-5: Iggud le-Farshanut ha-Talmud (hebrejščina z angleškim povzetkom)

### Zgodovinske študije
- Shalom Carmy (ur.): Modern Scholarship in the Study of Torah: Contributions and Limitations, Jason Aronson, Inc.
- Richard Kalmin: Sages, Stories, Authors and Editors in Rabbinic Babylonia, Brown Judaic Studies.
- David C. Kraemer: On the Reliability of Attributions in the Babylonian Talmud, Hebrew Union College Annual 60 (1989): 175–190.
- Lee Levine: Ma'amad ha-Hakhamim be-Eretz Yisrael, Jeruzalem: Yad Yizhak Ben-Zvi, 1985.
- Saul Lieberman: Hellenism in Jewish Palestine, New York: Jewish Theological Seminary, 1950.
- John W. McGinley: 'The Written' as the Vocation of Conceiving Jewishly. ISBN 0-595-40488-X
- David Bigman: Finding A Home for Critical Talmud Study.

### Splošne
- Jewish Encyclopedia: Talmud
- Jewish History: Talmud Arhivirano 2014-11-18 na Wayback Machine., aish.com
- Talmud/Mishnah/Gemara, jewishvirtuallibrary.org
- Jewish Law Research Guide, University of Miami Law Library
- A survey of rabbinic literature, Ohr Somayach
- Introduction To The Talmud For The Novice Arhivirano 2016-09-02 na Wayback Machine., Rabbi M. Taub

### Ovržbe obtožb Talmuda
- Gil Student: Talmud: The Real Truth About The Talmud, dostopno tudi tukaj
- The Talmud in Anti-Semitic Polemics, Anti-Defamation League
- Falsifiers of the Talmud

### Celotna besedila
- Talmud and English translation, from the Steinsaltz edition
- Talmud Bavli (Soncino translation) (angleščina). Prevod Babilonskega Talmuda vsebuje celotno besedilo, razen indeksa in nekaj manjših razprav, dostopnih na ,  in
- Mishnah (hebrejščina)
- Tosefta (hebrejščina)
- Talmud Yerushalmi (hebrejščina)
- Talmud Bavli (hebrejščina)
- Full searchable Talmud on Snunit (hebrejščina)
- Rodkinson English translation Glej  #Talmud Bavli.
- E-Daf Slike vseh strani Babilonskega Talmuda
- Tractate Megillah, pdf
- Shas.org Daf Viewer (hebrejščina)

### Rokopisi in tekstovne različice
- Treasury of Talmudic Manuscripts, Jewish National and University Library
  - Treasury of Talmudic Manuscripts, search by tractate (spletni brskalnik)
- The Munich Talmud (Cod.hebr. 95)
- The Saul Lieberman Institute (spletni brskalnik)
- Yad Harav Herzog: manuscript request form (spletni brskalnik)
- Manuscripts and search engine hosted by the Friedberg Jewish Manuscript Society

### Ureditev
- "A Page from the Babylonian Talmud" (prof. Eliezer Segal)

### Program "Daf Yomi"
- A general resource for Daf Yomi
- Point by point summary and discussion by daf
- Calendar for this Daf Yomi cycle
- Daf-A-Week: A project to study a daf per week
- Daf Yomi in MP3 - by Rabbi Ephraim Schreibman

### Audio
- Shiurim on the Talmud, mp3shiur.com
- MP3 Talmud Shiurim by Rav Nissan Kaplan of Mir Yeshiva, Jerusalem Arhivirano 2015-02-08 na Wayback Machine.
- Tractate Sukkah by page, showing Yemenite vocalization and recordings of pronunciation
- Shas.org